# Francisco Javier Santamaría
Francisco Javier Santamaría (Cacaos, Tabasco; 10 de septiembre de 1886 - Veracruz, Veracruz; 1 de marzo de 1963), conocido como Francisco J. Santamaría, fue un destacado intelectual y político mexicano, miembro del Partido Revolucionario Institucional. Tuvo gran trascendencia en el área de la lengua y la literatura mexicanas, y que ha destacado como poeta, pedagogo, ensayista, periodista, abogado, bibliógrafo, filólogo, lingüista y lexicógrafo. En la política ocupó además los cargos de senador y gobernador de Tabasco.

### Estudios
Francisco Javier Santamaría inició sus estudios en Macuspana y los terminó en Villahermosa, llamada entonces San Juan Bautista, en el Instituto Juárez, que a la postre sería la Universidad Juárez Autónoma de Tabasco donde se recibió como maestro normalista, y posteriormente se trasladó a la Ciudad de México donde recibió el título de abogado.
Desde muy joven, Santamaría se destacó en el campo de las letras y pronto inició una prolífica carrera como escritor en el campo lexicográfico, siendo de sus obras más conocidas el Diccionario general de Americanismos y el Diccionario de Mejicanismos. Sin embargo tiene otras obras de relatos destacados e imprescindibles. 

### Carrera política y autoexilio
Durante el inicio de su carrera política, Santamaría fue un destacado opositor al grupo político que lideraba Plutarco Elías Calles y fue amigo y colaborador muy cercano del general Arnulfo R. Gómez durante su campaña presidencial. Asimismo, fue el único sobreviviente en la Matanza de Huitzilac (el 1.º. de octubre de 1927) al unirse al grupo del general Francisco R. Serrano, estuvo en el Hotel Moctezuma de la Ciudad de México, donde se enfilaba hacia su muerte, trató de huir a Guerrero con Rafael Martínez de Escobar, escapando de forma casual por un descuido de su guardián.
Después de su fortuita huida y su exilio en Nueva York donde permanece para salvar su vida (escribe desde allá sus memorias que no publicaría hasta 12 años después), Santamaría regresa a México tras la muerte de Obregón. Francisco J. Santamaría se integró posteriormente a la política y ocupó una senaduría por su estado natal de Tabasco entre 1940 y 1946, cuando residió en la Ciudad de México como legislador en la Cámara alta.

### Gobernador de Tabasco
A mediados del año de 1946, fue postulado como uno de los tres candidatos al gobierno de Tabasco, contendió con Federico Jiménez Paoli, Gonzalo Martínez de Escobar, resultando ganador Francisco J. Santamaría. Inició su periodo el 1 de enero de 1947, durante su gobierno dio un decidido impulso a la educación, a la cultura y en los tres primeros a la exportación a Estados Unidos del Plátano Tabasco. Sus políticas culturales destacaron en la gran cantidad de libros que editó por medio de las publicaciones del gobierno del Estado (Escritores Tabasqueños) donde incluso llegó a publicar a autoras feministas Tabasqueñas como Carmelinda Pacheco de Haedo.
Francisco Javier Santamaría fue miembro de la Academia Mexicana de la Lengua, ingresó el 2 de abril de 1954 y ocupó la silla XXIII.

### Fallecimiento y revaloración
Francisco J. Santamaría, falleció en la ciudad de Veracruz el 1 de marzo de 1963 a los 76 años. En su honor su poblado natal (Cacaos) lleva su nombre, el cual también lo llevan algunas calles en Villahermosa y en otras ciudades de Tabasco.  
En la actualidad, su obra literaria, su administración gubernamental en Tabasco (la cual fue muy atacada en la época) y su biografía están siendo apenas reevaluadas incipientemente. Ya hay algunos escritos como: Francisco J. Santamaría, Guardián de las letras y palabras de Tabasco y su historia, ensayos donde destacan los primeros dos ensayos. También se editó el libro de bolsillo: Francisco J. Santamaría: Una Presencia cotidiana por parte de la UJAT, el cual es un texto que se leyó en la Casa Lamm en la Ciudad de México el 14 de marzo de 2013 para conmemorar los cincuenta años de su fallecimiento, esto por medio de un homenaje de la Academia Mexicana de la Lengua.
En 2023 una colección de libros de la propiedad de Santamaría fue abierto al público por parte de la Universidad Juárez Autónoma de Tabasco, su acervo cuenta con más de cinco mil libros.

## Obras publicadas
- El artículo 91 (1912)
- El periodismo tabasqueño (1920)
- Americanismos y barbarismos (1921)
- Glosa lexicográfica (1926)
- Bibliografía de Tabasco. (1930)
- Crónicas del Destierro. (1933)
- Las Ruinas Occidentales del Viejo Imperio Maya en la Sierra del Tortuguero en Macuspana, Tabasco. Notas de una excursión. (1933)
- La tragedia de Cuernavaca en 1927 y mi escapatoria célebre. (1939)
- La poesía tabasqueña. (1940)
- Ensayo de crítica del lenguaje. (1941)
- Diccionario General de Americanismos. (1942)
- El Verdadero Grijalva: Identificación, i rectificación históricas-jeográficas (Centla, Potonchán, Santa María de la Victoria). (1949)
- El movimiento cultural en Tabasco. (1946)
- Documentos históricos de Tabasco. (1950-1951)
- Diccionario de mejicanismos. (1959)
- Domingos académicos. (1959)